# Pithecopus nordestinus
Espèce
Synonymes
- Phyllomedusa nordestina Caramaschi, 2006

Statut de conservation UICN

 DD  : Données insuffisantes
Pithecopus nordestinus est une espèce d'amphibiens de la famille des Phyllomedusidae.

## Répartition
Cette espèce est endémique du Brésil. Elle se rencontre dans les États de Bahia, du Piauí, du Ceará, du Rio Grande do Norte, du Paraíba, du Pernambouc, de l'Alagoas, du Sergipe et du Minas Gerais.

## Description
Les mâles mesurent de 32,1 à 42,1 mm et les femelles de 38,6 à 43,7 mm.

## Étymologie
Son nom d'espèce lui a été donné en référence au lieu de sa découverte, le Nordeste.

## Publication originale
- Caramaschi, 2006 : Redefinição do grupo de Phyllomedusa hypochondrialis, com redescrição de P. megacephala (Miranda-Ribeiro, 1926), revalidação de P. azurea Cope, 1862 e descrição de uma nova espécie (Amphibia, Anura, Hylidae). Arquivos do Museu Nacional, Rio de Janeiro, vol. 64, no 2, p. 159-179 (texte intégral).